# Puchheim
Puchheim (in bavarese Buachham) è una città tedesca di 19 419 abitanti, situato nel land della Baviera.